# I Musici
I Musici (en italià per a «els músics») també anomenat I Musici di Roma, és un conjunt orquestral fundat a Roma el 1952, per un grup d'estudiants a l'Acadèmia Santa Cecília animats per Remy Principe, especialment conegut per les seves gravacions de la música del barroc italià, «per bé que han dut a terme nombroses interpretacions d'obres d'altres èpoques».
Fan part d'un corrent d'orquestres especialitzades en la música del període barroc que van tornar a tocar sense la figura del director, com era de costum en aquesta època i el primer violí condueix el grup. Consta d'onze cordes (6 violins, 2 violes, 2 violoncels, contrabaix) i un clavicembalista.

## Primers violins
- Remy Principe (1951-1958 ?)
- Felix Ayo (1958-1967)
- Roberto Michelucci (1967-1972)
- Salvatore Accardo (1972-1977)
- Pina Carmirelli (1977-1986)
- Federico Agostini (1986-1992)
- Mariana Sîrbu (1992-2003)
- Antonio Salvatore (2003-2010)
- Antonio Anselmi (2010-2019)
- Marco Fiorini (2019-…)